# Thorectes armifrons
Thorectes armifrons is een keversoort uit de familie mesttorren (Geotrupidae). De wetenschappelijke naam van de soort werd in 1892 gepubliceerd door Edmund Reitter.